# Керівна рада Міжнародного товариства свідомості Крішни
Керівна рада Міжнародного товариства свідомості Крішни скорочено Джі-бі-сі (англ. Governing Body Commission — GBC) — назва керівного органу Міжнародного товариства свідомості Крішни (ІСККОН).
Керівна рада була створена засновником ІСККОН Бгактіведанта Свамі Прабгупадою в 1970 році. Вона займається духовним керівництвом ІСККОН по всьому світу. Свамі Прабгупада створив раду з метою передати їй управлінські функції, якими до цього він займався особисто.
До початку 1970-х років ІСККОН виріс у велику міжнародну організацію і Джі-бі-сі став основним керівним органом ІСККОН, головним обов'язком якого повинно було бути підтримка духовних стандартів, встановлених Свамі Прабгупадою. На момент створення, Джі-бі-сі складався з 12 членів.
За даними на 2006 рік, рада складається з 48 старших послідовників Руху свідомості Крішни, які приймають рішення, ґрунтуючись на згоді більшості. Джі-бі-сі продовжує керувати ІСККОН з часу смерті Прабгупади в 1977у. Джі-бі-сі в основному організований згідно з регіональною системою управління - кожен член ради відповідає за певний географічний регіон або певну функцію, наприклад, таку як освіта або зв'язки з громадськістю. Важливі питання загального значення обговорюються, а рішення приймаються на всесвітніх з'їздах Джі-бі-сі, які проводяться один раз на рік (навесні, незадовго до свята Ґаура-пурніма, явлення Чайтан'ї) в штаб-квартирі ІСККОН у Маяпурі, Індія. Кожен регіон світу, як правило, знаходиться під юрисдикцією одного з так званих «регіональних секретарів». Не так давно в підтримку основного складу керівної ради був створений допоміжний орган, до якого увійшли керівники місцевих організацій ІСККОН.